# Challenger de Nottingham II 2024
El torneo Nottingham Open 2024, denominado por razones de patrocinio Rothesay Open fue un torneo de tenis perteneció al ATP Challenger Tour 2024 en la categoría Challenger 125. Se trató de la 28ª edición; el torneo tuvo lugar en la ciudad de Nottingham (Reino Unido), desde el 10 hasta el 16 de junio de 2024 sobre pista de césped al aire libre.

## Jugadores participantes del cuadro de individuales
| Preclasificado | País                                  | Jugador        | Rank1 | Posición en el torneo |
| 1              | Bandera del Reino Unido               | Cameron Norrie | 33    | Segunda ronda         |
| 2              | Bandera del Reino Unido               | Dan Evans      | 62    | Cuartos de final      |
| 3              | Bandera de la República Popular China | Shang Juncheng | 92    | Cuartos de final      |
| 4              | Bandera de Francia                    | Harold Mayot   | 122   | Segunda ronda         |
| 5              | Bandera de Estados Unidos             | Emilio Nava    | 126   | Segunda ronda         |
| 6              | Bandera de Bosnia y Herzegovina       | Damir Džumhur  | 128   | Primera ronda         |
| 7              | Bandera de Croacia                    | Duje Ajduković | 129   | Primera ronda         |
| 8              | Bandera de Sudáfrica                  | Lloyd Harris   | 132   | Segunda ronda         |

- 1 Se ha tomado en cuenta el ranking del 27 de mayo de 2024.

### Otros participantes
Los siguientes jugadores recibieron una invitación (wild card), por lo tanto ingresan directamente al cuadro principal (WC):
- Arthur Fery
- Paul Jubb
- Cameron Norrie

Los siguientes jugadores ingresan al cuadro principal tras disputar el cuadro clasificatorio (Q):
- Alex Bolt
- Charles Broom
- Jacob Fearnley
- Jack Pinnington Jones
- Henry Searle
- Sho Shimabukuro

## Campeones

### Individual Masculino
- Jacob Fearnley derrotó en la final a  Charles Broom por 4–6, 6–4, 6–3

### Dobles Masculino
- John Peers /  Marcus Willis derrotaron en la final a  Harold Mayot /  Luke Saville por 6–1, 6–7(1), [10–7]